# Teleregister
Créée avant 1929 et développée dans les années 1930 aux États-Unis, la société Teleregister fut le concepteur de l'un des premiers systèmes d'information financière à distance, le Telequote. Il ne permettait cependant que de connaître le prix de la dernière transaction par un courtier dans son propre livre d'ordre, avant d'être amélioré dans les années 1960, lorsqu'un investisseur peut téléphoner et entendre la voix, pré-enregistrée, de Walter Jennison, ingénieur chez Teleregister, lui donner les informations qu'il souhaite obtenir sur une action. Baptisé "Am-Quote", le service a droit à un article de Time.
Fondée en 1928 par Robert L. Daine, avec l'aide de la compagnie de téléphone Western Union, Teleregister sera ensuite rachetée par cette dernière. 

## Précédentes innovations
Robert L. Daine reprenait une invention mise au point en 1863 par Edward A. Calahan avec la compagnie de téléphone American Telephone & Telegraph utilisant le télégraphe pour imprimer à distance les cours en temps réel sur des bandes de papier de 1,9 centimètre de large, produisant un son ressemblant au mot « tick » d'où le nom de « ticker » donné aux codes des actions chez les anglo-saxons. En 1867, S.S. Laws inventa une déclinaison de ce produit, le « gold indicator », utilisé sur le marché de l'or de Wall Street, puis sur celui des actions avec le « Laws Stock Printer ». La même année, en 1867, Henry Van Hoevenbergh inventa un perfectionnement du système, bientôt suivi par Thomas Edison au printemps 1871.

## Nouveaux actionnaires
Western Union revend ensuite la société à un groupe de banquiers, rejoints par Charles Allen Jr, courtier et spéculateur de la Bourse de New York, fondateur en 1933 de la maison de courtage Allen & Company,  qui la fusionnent avec d'autres activités pour créer dans les années 1960 Bunker Ramo.
Lors du krach boursier d'octobre 1929, les machines en usage ne parviennent pas à taper assez vite le cours des actions, et un cycle de renouvellement est mis en place. La société Teleregister Corporation en bénéficie, d'autant plus qu'en 1934, le Securities Exchange Act réclame le déploiement de ces machines, avec l'accord de Richard Whitney (en), le président du New York Stock Exchange, afin de pouvoir conserver des historiques de cours, permettant d'analyser les dysfonctionnements du marché.
En 1961, lors d'une bulle spéculative entourant les actions de tout ce qui avait trait à l'électronique, l'action Teleregister a touché un plus haut historique de 34 dollars, le krach de 1962 la ramenant sous le niveau de 4 dollars. Cette chute est suivie par de nombreux achats en bourse de dirigeants de la société. En 1964, Teleregister est réorganisée pour fusionner avec les activités d'une société qui vient d'être créée à Trumbull, dans le Connecticut, par George M. Bunker et le scientifique Simon Ramo, baptisée Bunker Ramo, avec pour actionnaires les sociétés d'électronique et d'aérospatiale Martin Marietta et Thompson Ramo Wooldridge (TRW), le premier détenant 90 % des parts.
Bunker Ramo et son produit Telequote sont à l'origine de la création en 1971 du premier marché boursier électronique du monde, le Nasdaq. Bunker Ramo sera acquis en 1981 par Allied Chemical and Dye Corporation, elle-même ensuite rachetée par Honeywell.

## Innovations de Teleregister
- 1945 : premier système automatique de réservations aériennes, utilisé par American Airlines[2].
- 1952 : premier système automatique de délivrance de données commerciales en direct
- 1957 : premier système automatique pour les banques.
- 1963 : premier système automatique de consultation de cours boursiers par téléphone